# 카샤 크로핀스키

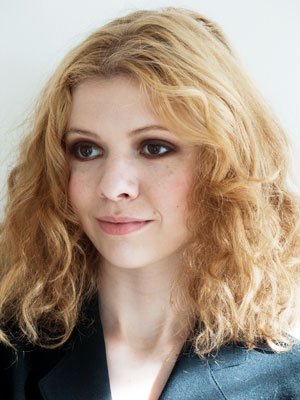

카샤 크로핀스키(Kasha Kropinski, 1991년 8월 27일 ~ )는 미국의 배우, 성우, 발레 무용수이다.

## 출연 작품

### 영화
- Prep & Landing (2009) - 단편 애니메이션
- 페임 (2009년)
- Almost Kings (2010) - 캐리 역

### 텔레비전
- 헬 온 휠즈 (2011-14) - 루스 역